# Борат
«Бо́рат: изучение американской культуры на благо славного народа Казахстана» (англ. Borat: Cultural Learnings of America for Make Benefit Glorious Nation of Kazakhstan; в заключительных титрах фильма присутствует другое русское название — «Культурные познания Бората в Америке в пользу славы великолепной казахстанской нации», стилизовано под «BORДТ!») — британо-американская псевдодокументальная кинокомедия режиссёра Ларри Чарльза с английским комиком Сашей Бароном Коэном в главной роли, который также является соавтором сценария и одним из продюсеров фильма. Главной фигурой картины выступает сыгранный Коэном персонаж Борат Сагдиев — казахстанский журналист, путешествующий по США и встречающийся с разными людьми. «Борат» стал вторым фильмом, снятым на основе персонажей сатирической телевизионной передачи Коэна «Шоу Али Джи».
Несмотря на ограниченный прокат в кинотеатрах мира, фильм оказался коммерчески успешным, собрал в мировом прокате 261 572 744 доллара при бюджете 18 млн долларов, а также завоевал хорошие отзывы критиков. В 2007 году Саша Барон Коэн за роль Бората Сагдиева получил награду MTV Movie & TV Awards в категории «Лучшая комедийная роль» и «Золотой глобус» в категории «Лучший актёр — комедия или мюзикл», а сам фильм был представлен в номинации «Лучшая картина — комедия или мюзикл». «Борат» был также выдвинут на премию «Оскар» в категории «Лучший адаптированный сценарий» и на награду Американской Гильдии сценаристов в вышеупомянутой категории.
23 октября 2020 года на Amazon Prime Video состоялся выход прямого продолжения картины — «Борат 2», где одним из главных персонажей стала пятнадцатилетняя дочь Бората Сагдиева Тутар в исполнении болгарской актрисы Марии Бакаловой.
Слоган фильма: «Приезжайте в Казахстан, вам понраица!» (англ. Come to Kazakhstan, It’s Nice!).

## Сюжет

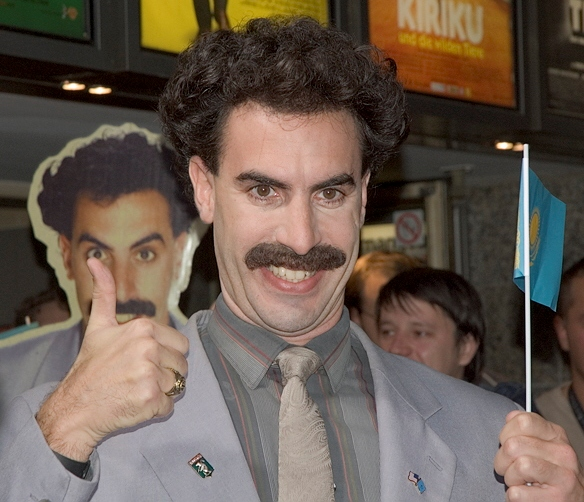
Саша Барон Коэн в образе Бората на премьере фильма в Кёльне

Фильм начинается с представления Бората, его жизни, рода деятельности и сферы интересов.
По приказу «Министерства информации Казахстана» репортёр Борат Сагдиев покидает Казахстан и вместе со своим продюсером Азаматом Багатовым отправляется в США для создания документального фильма-репортажа об американском обществе и культуре. Он оставляет в родном Кушкеке свою жену Оксану.
В Нью-Йорке Борат видит по телевизору эпизод телесериала «Спасатели Малибу» (англ. Baywatch) и сразу же влюбляется в персонажа Памелы Андерсон — Си Джей Паркер. Во время интервью с группой феминисток он узнаёт имя актрисы и её место жительства в Калифорнии. Затем Борату телеграммой сообщают, что его жену Оксану изнасиловал, а затем убил медведь. Осчастливленный, он решает поехать в Калифорнию и сделать Андерсон своей новой женой. Азамат настаивает на том, чтобы они ехали из-за его боязни летать, вызванной терактами 11 сентября, которые, по его мнению, были «делом евреев». Борат берёт уроки вождения и покупает ветхий грузовик для перевозки мороженого.
Во время поездки Борат приобретает буклет «Спасателей Малибу» и продолжает снимать кадры для своего документального фильма. Он встречает участников гей-парада, политиков Алана Кийеса и Боба Барра, а также афроамериканскую молодёжь. Борат также даёт интервью местному телевидению и срывает сводку погоды. Посещая родео, Борат возбуждает толпу ура-патриотическими высказываниями, но затем поёт вымышленный гимн Казахстана на мотив «Звездно-полосатого знамени», чем вызывает резкую негативную реакцию публики, упоминая в тексте гимна, что Казахстан производит самый лучший навоз, а соседние страны — дерьмовый навоз.
В Атланте Борат находит отель, но его выгоняют, когда он оскорбляет работника стойки регистрации. Остановившись в домашнем пансионе, по типу Bed and breakfast, Борат и Азамат ошеломлены, узнав, что их хозяева — евреи. Они боятся, что хозяева их отравят, и ночью сбегают из пансиона, бросив деньги двум мокрицам, полагая, что хозяева превратились в них. Борат пытается купить пистолет, чтобы защитить себя, но ему отказывают, потому что он не гражданин США и вместо этого он покупает медведя. По пути в Калифорнию медведь высовывается из окна фургона и пугает окружающих своим рёвом.
Тренер по этикету предлагает Борату посетить частный ужин в закусочном клубе на юге страны. Во время ужина он оскорбляет других гостей, когда сначала отлучившись в туалет «по-большому» возвращается с пакетом собственных фекалий, а затем вызывает на дом Луинеллу — афроамериканскую проститутку, и в результате их обоих выгоняют. Борат дружит с Луинеллой, которая предлагает ему завязать с ней отношения, но он говорит ей, что любит кого-то другого. Затем Борат посещает антикварный магазин, в котором он неуклюже ломает различные предметы наследия Конфедерации. Для компенсации ущерба ему приходится отдать остаток всех своих денег.
В отеле Борат видит, как голый Азамат мастурбирует над фотографией Памелы Андерсон. Разгневанный Борат случайно раскрывает свой истинный мотив поездки в Калифорнию. Азамат приходит в ярость из-за обмана Бората, и конфликт перерастает в обнажённую драку с элементами сексуальных поз «69»,«доггистайл» и «фейсситтинг», далее Борат с дилдо в виде резиновой руки гонится за Азаматом по коридору, они оба попадают в лифт, а затем в переполненный бальный зал.
Азамат бросает Бората, забирая его паспорт и медведя. В грузовике Бората заканчивается топливо, и он продолжает путь в Калифорнию автостопом. Вскоре его подбирают пьяные братья студенческого братства из Университета Южной Каролины. Узнав причину его поездки, они показывают ему секс-видео Пэм и Томми, из которого становится понятно, что она не девственница. В отчаянии Борат сжигает буклет «Спасателей Малибу» и по ошибке свой обратный билет в Казахстан.
Борат посещает лагерное собрание объединённых пятидесятников, на котором присутствуют представитель республиканцев США Чип Пикеринг и председатель Верховного суда Миссисипи Джеймс Смит-младший. Он претерпевает религиозное обращение и прощает Азамата и Памелу. Он сопровождает членов церкви в автобусе до Лос-Анджелеса и вскоре находит Азамата, одетого как Оливер Харди. Они примиряются, и Азамат сообщает Борату, где найти Памелу Андерсон. Борат, наконец, встречается лицом к лицу с Андерсон во время раздачи автографов в магазине Virgin Megastore. Показав Андерсон свой «традиционный брачный мешок», Борат преследует её по всему магазину, пытаясь похитить, пока не вмешиваются охранники.
После того как он терпит неудачу в попытке насильно жениться на Памеле Андерсон, Борат понимает, что счастье не в «пластмассовой груди», а в отношениях, берёт себе в жёны Луинеллу и вместе с ней возвращается в Казахстан.

## Производство

### Съёмки
Сцены, действие которых происходит в Казахстане, на самом деле были сняты в румынском селе Глод в жудеце Дымбовица.
Большинство сцен фильма снималось без сценария, а все роли за исключением самого Бората, Азамата, Памелы Андерсон, чернокожей проститутки Луинеллы и членов семьи Бората были сыграны непрофессиональными актёрами.
При создании фильма «Борат» использовался исходный видеоматериал из видеоархива TVDATA, снятый в разное время и в разных местах. Как результат, в фильме можно увидеть грузовик, перевозящий руду в Магнитогорске, памятник советских времён в Чернобыле, весёлого узбека с семечками, а также производство сыра во Франции.

### Язык
Несколько персонажей, говорящих якобы по-казахски, на самом деле говорят на румынском. Женщина, играющая жену Бората, в действительности родилась в Казахстане и эмигрировала в Румынию.
Саша Барон Коэн (Борат) говорит в фильме не по-казахски, а на сильно искажённом иврите, смешанном с польским. Актёр Кен Давитян, играющий роль Азамата, говорит на армянском. В фильме также присутствуют реплики на разных славянских языках (например, «Як ше маш!», что Борат употребляет в качестве приветствия; в действительности фраза является вопросом на польском языке «Jak się masz?» = «Как дела?»). В качестве прощания Боратом употреблялось слово «dziękuję» (с пол. — «спасибо»).

### Удалённые сцены
На DVD есть несколько удалённых сцен из фильма, например, когда Борат Сагдиев был задержан на транспортной остановке, когда посещал приют для бездомных животных и заставил собаку защищать его от евреев. Также была снята сцена, в которой Борат был заключён в тюрьму, которую удалили из-за угрозы подачи судебного иска тюремными служащими.

### Саундтрек
Альбом с песнями из фильма был выпущен 24 октября 2006 года на iTunes Store, и уже 31 октября появился в магазинах. Всего в альбоме 18 треков, общей продолжительностью 40 минут 38 секунд.

## Создатели фильма
| - Режиссёр — Ларри Чарльз - Сценарий — Саша Барон Коэн, Питер Бейнхэм, Энтони Хайнс, Дэн Мазер - Оператор — Энтони Хардвик, Люк Гейссбухлер - Композитор — Эрран Барон Коэн - Продюсеры — Моника Левинсон, Питер Бейнхэм, Дэн Мазер, Джей Роуч | \| Актёр \| Роль \| \| --------------- \| -------------------------- \| \| Саша Барон Коэн \| Борат Сагдиев \| \| Кен Давитян \| Азамат Багатов \| \| Лунелл Кэмпбелл \| камео \| \| Памела Андерсон \| камео \| \| Боб Барр \| камео \| \| Митчелл Фальк \| премьер-министр Казахстана \| |
| Актёр | Роль |
| Саша Барон Коэн | Борат Сагдиев |
| Кен Давитян | Азамат Багатов |
| Лунелл Кэмпбелл | камео |
| Памела Андерсон | камео |
| Боб Барр | камео |
| Митчелл Фальк | премьер-министр Казахстана |

## Отзывы критиков
Фильм братьев Фаррелли «Тупой и ещё тупее», по мне, куда остроумнее.— Юрий Гладильщиков

…одна из величайших комедий десятилетия, а, возможно, и вообще новый киножанр.
Оригинальный текст (англ.)
…one of the greatest comedies of the last decade and perhaps even a whole new genre of film.
— Нейл Страусс, «Rolling Stone»

…культовая комедия, которая, вероятно, со временем вызреет, как «Аэроплан!» или «Это — Spinal Tap». …Нелепая, возмутительная, пошлая, нервирующая, проницательная… и такая смешная…
Оригинальный текст (англ.)
…a cult comedy that will likely endure and mature like an Airplane! or a This Is Spinal Tap. <...> Absurd, outrageous, gross, disturbing, insightful, and so funny…
— Дэн Джолин, «Empire»
Журнал The Hollywood Reporter вынес комедии «Борат» свой вердикт: «Вряд ли найдется еще такой низкий, безвкусный, гротескный и неполиткорректный фильм, только не найдется и такого, на котором вы будете смеяться громче и от всей души».

## Запреты на прокат
Российская премьера фильма «Борат» планировалась на 30 ноября 2006 года компанией «Гемини-Фильм». Премьера не состоялась, и лента вообще так и не вышла на большой экран. Это первый случай запрета непорнографического фильма в России. Причина — отказ в выдаче прокатного удостоверения, без которого прокат фильма является незаконным. Выдачей прокатных удостоверений на тот момент занималось Госкино.
По словам начальника отдела государственного регистра Юрия Викторовича Васючкова, фильм «содержит материалы, которые некоторому количеству зрителей могут показаться унижающими в отношении некоторых национальностей или религий». Таким образом, этот фильм создал прецедент — прежде такого рода обструкции подвергались только ленты порнографического содержания.
5 декабря 2006 года для узкого круга московской культурной элиты журналом «TimeOut-Москва» был организован закрытый показ фильма. На нём присутствовали кинокритики, журналисты, музыканты, представители московской казахской общины. В начале января 2007 года мэрия Архангельска подпольно организовала просмотр фильма в одном из ночных клубов Архангельска. Вместе с мэром Александром Донским на нём присутствовали политики, чиновники, бизнесмены, посетители клуба. Показ был бесплатным.
Помимо России, от проката фильма отказались в ведомстве по культуре Украины. Также показ запретили в Белоруссии, Иордании, Кувейте, Бахрейне, Омане, Катаре и Казахстане.
На телеэкране фильм был показан в России 17 октября 2009 года в 21:45 по московскому времени телеканалом MTV Россия, транслирующимся и в Казахстане, однако там в это время прервали трансляцию телеканала. Незадолго до показа Бората на MTV, представитель казахстанского МИДа заявил, «что фильм является сатирой на предрассудки, существующие в странах Запада, прежде всего в США. Я думаю, что увидеть этот фильм будет лишь полезно для многих казахстанцев, которые критиковали его. Здесь ничего обидного для Казахстана нет».

## Реакция на фильм в Казахстане
Первой реакцией на фестивальный предпоказ фильма стала статья посла Казахстана в Великобритании Ерлана Идрисова, размещённая 4 октября 2006 года в газете «Гардиан», где он заявил, что Саша Коэн «создал целую вымышленную страну — жестокое, примитивное и гнетущее место, названное им „Казахстаном“, но не имеющее ничего общего с Казахстаном реальным», «самые поразительные черты характера Бората — это его грубость, невежество, расизм и шовинизм. Это свинья, а не человек: тупой, враждебный, отвратительный».
В самом Казахстане прокат фильма официально не был запрещён. Но пресс-секретарь МИД Казахстана выразил надежду, «что компании-прокатчики проявят ответственность и не будут показывать этот фильм».
Однако почти сразу реакция на фильм постепенно стала меняться. Первый вице-министр иностранных дел РК Рахат Алиев в интервью 18 октября 2006 года призвал казахов «иметь чувство юмора и уважать чужую свободу творчества», а также заявил, что деятельность Саши Барона Коэна не входит в сферу ответственности и интересов казахстанского правительства.
Посол Казахстана в Великобритании Ерлан Идрисов написал новую статью в Times, где указал, что «казахи в долгу перед Сашей Коэном, который не только заставил многих из нас от души смеяться, но и привлёк внимание к Казахстану».

После просмотра фильма стало понятно, что господин Коэн никогда не был в Казахстане. Да и сама лента снималась в бедной румынской деревне. Роли казахов исполнили нищие цыгане. А пьяных коренных жителей сыграли американские студенты.— Нурсултан Назарбаев (президент Республики Казахстан)
По прошествии двух лет после скандальной премьеры даже председатель Комитета международной информации Министерства иностранных дел республики Казахстан Роман Василенко не углядел в ленте чего-либо крамольного и обидного.

Этот фильм является сатирой на предрассудки, существующие в странах запада, прежде всего, в США. Я думаю, что это [увидеть фильм по российскому МTV] будет лишь полезно для многих казахстанцев, которые критиковали его. Здесь ничего обидного для Казахстана нет.
— Роман Василенко

Коэн в роли журналиста высветил такие язвы американского общества, как скрытый антисемитизм, расизм, латентный расизм, и в целом — слабое представление о жизни всего мира за пределами США— Роман Василенко
В 2012 году глава республиканского МИДа Ержан Казыханов заявил, что с момента выхода картины количество туров в Казахстан резко возросло. «С выходом этого фильма количество виз, выдаваемых Казахстаном, возросло в 10 раз. Это для нас большая победа, и я благодарен „Борату“ за то, что он помогает привлечению туристов в Казахстан», — отметил Казыханов.
Осенью 2010 года казахстанский режиссёр Еркин Ракишев планировал начать съёмки фильма-ответа коэновскому Борату, под названием — «Брат мой Борат». Сюжет фильма хотели построить на том, каким реально увидел Казахстан американец по имени Джон, посмотревший фильм про Бората и решивший убедиться в его достоверности. Выход картины на экраны планировался весной 2011 года, но в итоге он не состоялся.

## Награды
| Список наград и номинаций фильма «Борат: культурные исследования Америки в пользу славного государства Казахстан». | Список наград и номинаций фильма «Борат: культурные исследования Америки в пользу славного государства Казахстан». | Список наград и номинаций фильма «Борат: культурные исследования Америки в пользу славного государства Казахстан». | Список наград и номинаций фильма «Борат: культурные исследования Америки в пользу славного государства Казахстан». |
| Премия | Номинация | Номинант | Результат |
| --- | --- | --- | --- |
| Премия «Оскар» (2007)                                                                                              | Лучший адаптированный сценарий                                                                                     | Саша Барон Коэн, Энтони Хайнс, Питер Бейнхэм, Дэн Мазер, Тодд Филлипс                                              | номинант |
| Премия «Золотой глобус» (2007)                                                                                     | | | |
| Лучший фильм (музыкальный фильм или комедия)                                                                       | | номинант | |
| Лучшая мужская роль (музыкальный фильм или комедия)                                                                | Саша Барон Коэн | победитель | |
| British Comedy Awards (2006)                                                                                       | Ronnie Barker Award                                                                                                | Саша Барон Коэн | победитель |
| Critics Choice Award (Broadcast Film Critics Association Awards) (2007)                                            | Лучший комедийный фильм                                                                                            | | победитель |
| Chicago Film Critics Association Awards (2006)                                                                     | Most Promising Performer                                                                                           | Саша Барон Коэн (также за фильм «Рики Бобби: король дороги»)                                                       | победитель |
| Empire Award (2007)                                                                                                | | | |
| Лучшая комедия | | номинант | |
| Лучший актёр | Саша Барон Коэн | номинант | |
| Сцена года | Драка обнажённых Бората и Азамата                                                                                  | номинант | |
| Evening Standard British Film Awards (2007)                                                                        | Peter Sellers Award for Comedy                                                                                     | Саша Барон Коэн | победитель |
| Audience Award (Irish Film and Television Awards) (2007)                                                           | Лучший международный актёр                                                                                         | Саша Барон Коэн | номинант |
| ALFS Award (London Critics Circle Film Awards) (2007)                                                              | Британский актёр года                                                                                              | Саша Барон Коэн | номинант |
| Los Angeles Film Critics Association Awards (2006)                                                                 | Лучший актёр | Саша Барон Коэн | победитель |
| MTV Movie Award (2007)                                                                                             | | | |
| Лучшая комедийная роль                                                                                             | Саша Барон Коэн | победитель | |
| Лучшая драка | Саша Барон Коэн, Кен Давитян                                                                                       | номинант | |
| Лучший фильм | | номинант | |
| National Movie Award (2007)                                                                                        | Лучшая комедия | | номинант |
| Online Film Critics Society Awards (2007)                                                                          | | | |
| Лучший прорыв в исполнении                                                                                         | Саша Барон Коэн | победитель | |
| Лучший актёр | Саша Барон Коэн | номинант | |
| San Francisco Film Critics Circle (2006)                                                                           | Лучший актёр | Саша Барон Коэн | победитель |
| Satellite Award (2007)                                                                                             | Best DVD Extras | | победитель (разделил с телесериалом «Мастера ужасов», 1-й сезон)                                                   |
| Teen Choice Award (2007)                                                                                           | Лучший киноактёр: комедия                                                                                          | Саша Барон Коэн | номинант |
| Toronto Film Critics Association Awards (2006)                                                                     | Лучшая мужская роль                                                                                                | Саша Барон Коэн | победитель |
| Writers Guild of America Award (Screen) (2007)                                                                     | Лучший адаптированный сценарий                                                                                     | Саша Барон Коэн, Энтони Хайнс, Питер Бейнхэм, Дэн Мазер, Тодд Филлипс                                              | |

## Факты
- В начале фильма показана географическая карта с изображением Казахстана и его соседей. На этой карте название Казахстана заменено бессмысленным набором букв на кириллице (который получается при наборе английского слова на русской раскладке).
- Показанный в конце фильма на фоне казахстанского флага портрет должен изображать Нурсултана Назарбаева, однако это лицо принадлежит президенту Азербайджана Ильхаму Алиеву.
- На правом лацкане пиджака Бората значок — герб города Ярославль.
- Имя соседа Бората Нурсултан Тулякбай является сочетанием имени президента Казахстана Нурсултана Назарбаева и фамилии одного из видных оппозиционных деятелей Казахстана Жармахана Туякбая.
- В 2008 году, пребывая в Лос-Анджелесе, Владимир Кличко разыграл Сашу Барона Коэна, сыгравшего роль Бората Сагдиева, в котором высмеивался Казахстан, откуда сам Кличко родом. В частности, он заявил, что его фильм «Борат» «не был смешным» и подшутил над ним, сказав, что «сворачивал людям шеи и за менее серьёзные вещи»[33]. Затем Владимир признался Саше Барону Коэну, что на самом деле образ Бората считает потрясающим[33], что актёр воспринял с облегчением[33].
- В ответ на критику со стороны официального представителя МИД Казахстана Ержана Ашикбаева, Саша Барон Коэн от имени Бората написал обращение к послу, в котором в своём стиле ответил на критику: «В своём ответе на критику мистера Ашикбаева я бы хотел сказать, что не имею связи с мистером Коэном и полностью поддерживаю моё правительство, преследующее этого еврея. Со времён реформ Тулеякова в 2003 году Казахстан стал цивильной страной, как любая другая страна в мире. Женщины теперь могут ездить внутри автобуса, гомосексуалы не обязаны носить голубые шляпы, и возраст девушки, с которой можно вступать в законную половую связь, вырос до восьми лет. Позвольте, олигарх, пригласить Вас приехать в Казахстан (на тот момент Ашикбаев постоянно проживал в Лондоне), где мы имеем невероятные природные богатства, трудолюбивых рабочих и самых чистых проституток во всей Центральной Азии. Гудбай, дзенкую!»
- Несмотря на еврейское происхождение Саши Коэна, антидиффамационная лига нашла деятельность актёра антисемитской, указав, что он также может растерять большинство телеаудитории. Шокируют некоторую часть публики и высказывания Саши Коэна о том, что в Казахстане женщины являются последней ценностью после Бога, мужчины, лошади и собаки. Представитель министерства иностранных дел Казахстана Мухтар Карибай в интервью радио «Азаттык» говорит, что власти не считают нужным широко реагировать на деятельность отдельно взятого актёра:

Расследовав это дело, мне кажется, было обнаружено, что он психически нездоров. И этим у нас вопрос был закрыт. Он не имеет никакого отношения к Казахстану, к тому же у него есть психические отклонения. Поэтому было решено, что не стоит высказывать реакцию на уровне министерства иностранных дел. Думаю, это не тот вопрос, чтобы дело частного лица превращать в объект государственной важности. Разные бывают люди.—   (недоступная ссылка с 09-09-2013 [4328 дней] — история, копия)
- Фильм «Борат» вышел в прокатный показ аккурат в преддверии официального визита Президента страны Нурсултана Назарбаева в США и Великобританию.
- В 2014 году посольство Казахстана в США в изданном им путеводителе по достопримечательностям Казахстана указало вымышленного персонажа Билли Секскрайм (Billy Sexcrime) из фильма «Борат» как казахстанского эстрадного певца. Увидеть персонажа комедийного фильма на страницах путеводителя о Казахстане смогли представители более чем 50 дипломатических миссий, находящихся в Вашингтоне[34][35].
- 14 ноября 2017 года в Астане группа туристов из Чехии фотографировалась в купальных костюмах-манкини, подобных тому, что носил Борат в фильме, за что были оштрафованы властями Казахстана. Узнав об этом, Саша Барон Коэн сам предложил заплатить штраф за туристов[36].

## Продолжение
К 2020 году Саша Барон Коэн тайно снял продолжение Бората, и эту картину показали нескольким представителям кинобизнеса.
В конце сентября 2020 года стало известно, что продолжение выйдет в конце октября, перед выборами президента США. А 23 октября 2020 года на Amazon Prime Video состоялся выход прямого продолжения картины — «Борат 2», где одним из главных персонажей стала пятнадцатилетняя дочь Бората Сагдиева Тутар в исполнении болгарской актрисы Марии Бакаловой.
Уже в октябре 2020 года национальная компания «Kazakh Tourism» запустила рекламную кампанию «Kazakhstan. Very nice!», где фраза «Very nice» является одной из ключевой у персонажа «Борат». Рекламная кампания собрала более 1 миллиарда просмотров и отметилась в ряде крупных мировых СМИ, как «The New York Times».